# 東室蘭駅

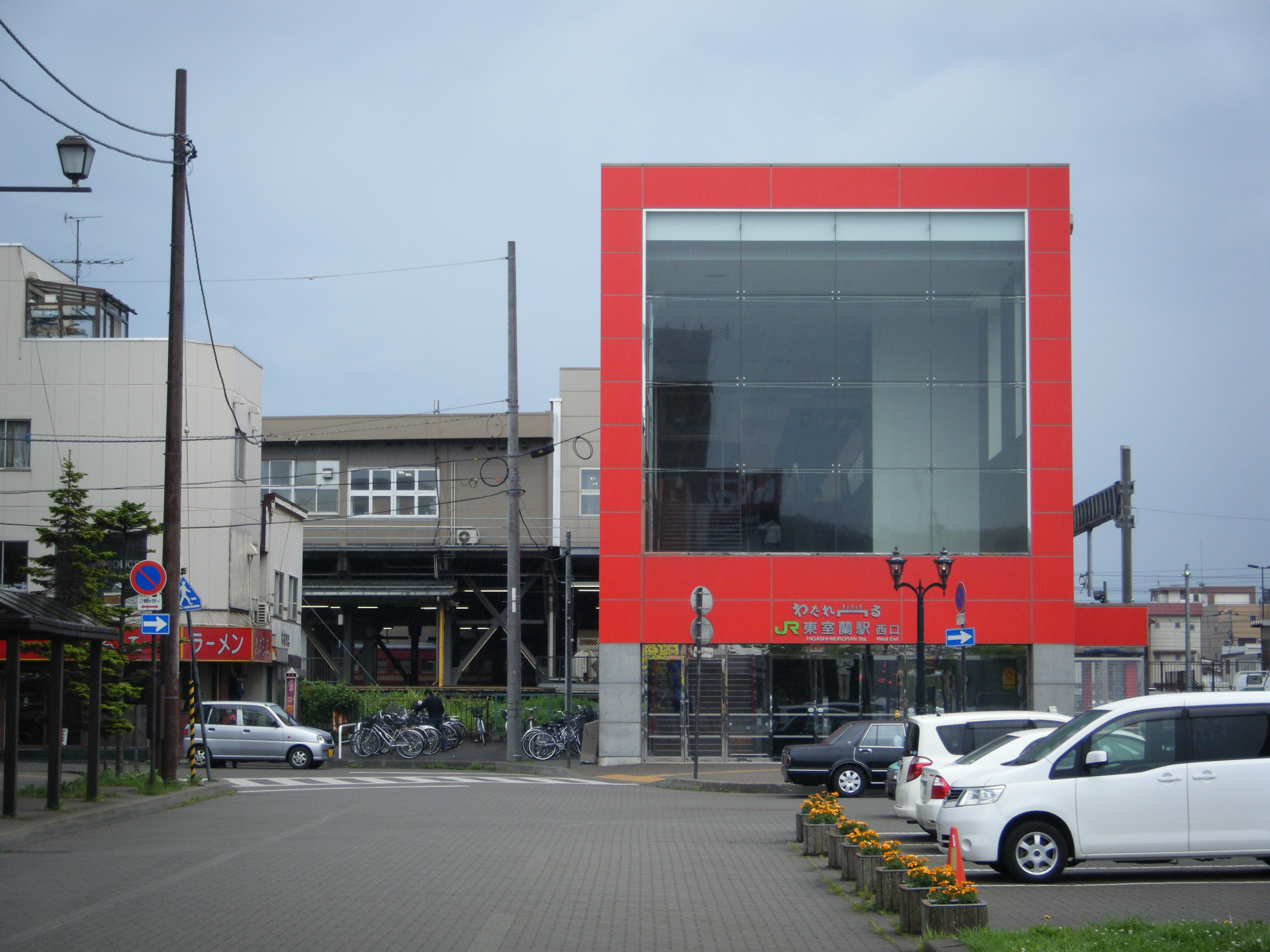
西口（2010年6月）

東室蘭駅（ひがしむろらんえき）は、北海道室蘭市にある北海道旅客鉄道（JR北海道）・日本貨物鉄道（JR貨物）室蘭本線の駅である。駅番号はH32。
JR北海道の駅は東町2丁目、JR貨物の駅は日の出町1丁目にある。国鉄時代における事務管理コードは▲130313。

## 概要
長万部駅 - 岩見沢駅間を結ぶ室蘭本線の本線・当駅から室蘭駅へ向かう支線（通称：室蘭支線）の分岐駅となっており、特急「北斗」「すずらん」を含めた全ての旅客列車が停車する。駅西口側には室蘭運輸所がある。
室蘭本線は当駅以東の沼ノ端駅までの区間および室蘭支線全線が交流電化されているが、当駅より長万部駅方面は非電化となっている。

## 歴史

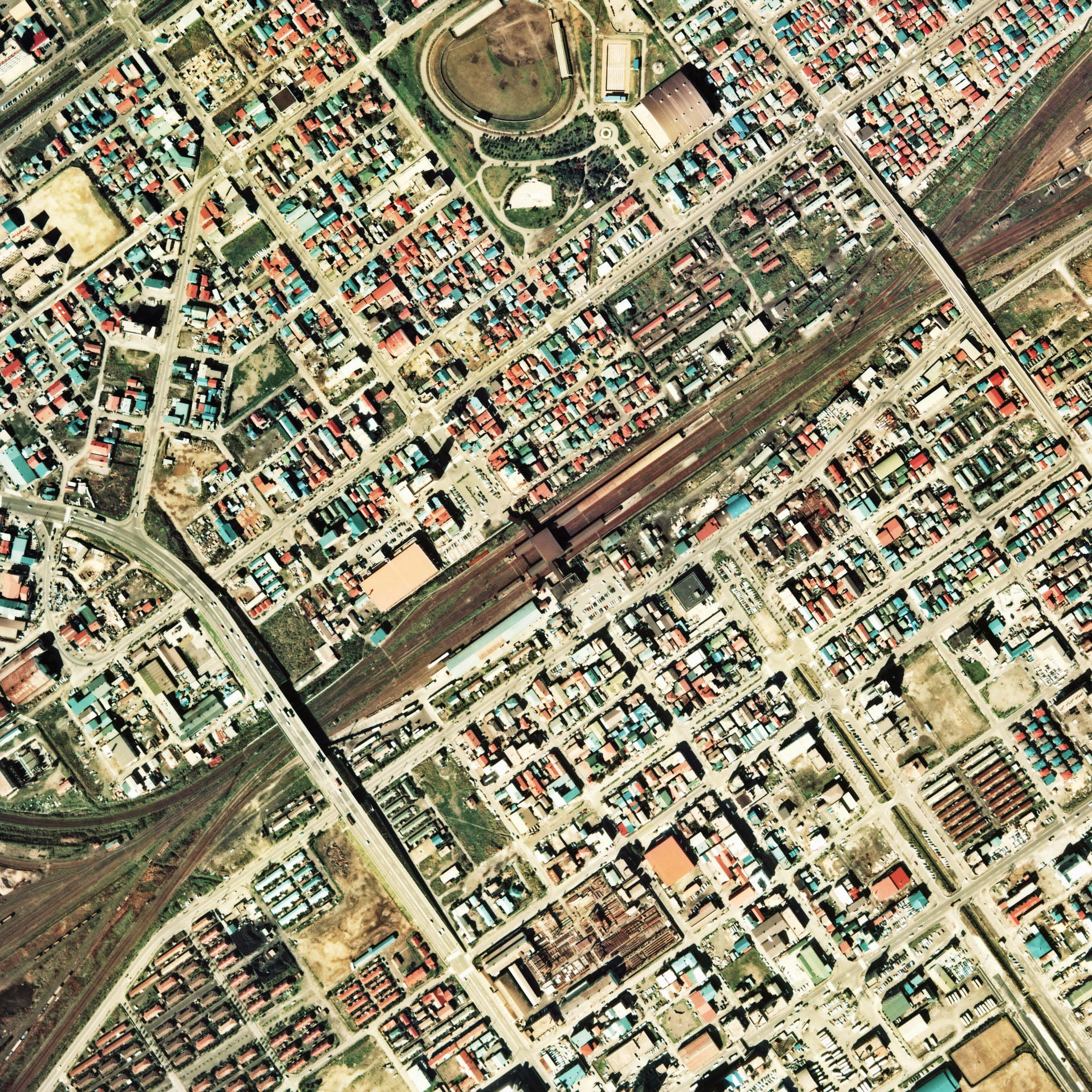
1976年（昭和51年）の東室蘭駅と周囲約1 km範囲。左下の下が支線の室蘭方面、中が鷲別機関区輪西派出向け側線と新日鉄室蘭製鉄所及び日鐵セメント向け専用線、上が本線の伊達紋別方面。右上は東室蘭操車場の一端。

- 1892年（明治25年）8月1日：北海道炭礦鉄道の室蘭駅（もろらんえき[7]）として現在の輪西駅付近に開業。一般駅。
- 1897年（明治30年）7月1日：室蘭駅開業に伴い、輪西駅（わにしえき）に改称[2]。
- 1906年（明治39年）10月1日：北海道炭礦鉄道の鉄道路線が国有化され、官設鉄道の駅となる[2]。
- 1909年（明治42年）10月12日：線路名称制定により室蘭本線所属となる。
- 1919年（大正8年）：輪西製鉄所拡張に伴う線路及び国道移設工事着工[注 1]。
- 1920年（大正9年）11月6日：イタンキに移転[2][8][注 1]。
- 1921年（大正10年）6月18日：日本製鋼所輪西工場製鐵課（輪西製鉄所、現在の日本製鉄室蘭製鉄所）専用鉄道 本線4.6 km、支線21.2 km 運用開始[注 2][9]。
- 1922年（大正11年）8月：輪西製鉄所拡張に伴う線路移設工事竣工[注 1]。
- 1925年（大正14年）8月20日：長輪東線の当駅 - 伊達紋別駅間延伸[10]。
- 1928年（昭和3年）9月10日：長輪線全通、および輪西駅（2代目）新設に伴い、東輪西駅（ひがしわにしえき）に改称し、駅舎を現在地に移転[2][11]。
- 1931年（昭和6年）9月1日：東室蘭駅に改称[2]
- 1940年（昭和15年）：室蘭本線を戦時下の石炭緊急輸送幹線として位置付け、その増強の一環として当駅構内の改良工事開始。
- 1942年（昭和17年）12月：東室蘭操車場一部操業開始（翌年に本格操業）。
- 1944年（昭和19年）10月1日：駅舎改築。構内改良工事完成。
- 1950年（昭和25年）2月10日：東室蘭貨車区設置。
- 1954年（昭和29年）8月9日：昭和天皇、香淳皇后が室蘭市に行幸啓。伊達紋別駅発 - 東室蘭駅着のお召し列車が運転[12]。
- 1955年（昭和30年）5月：富士セメント（現在の日鉄セメント）操業開始。専用鉄道運用開始[注 3]。
- 1968年（昭和43年）7月30日：室蘭市中央卸売市場（現在の室蘭市公設地方卸売市場）開場。専用線使用開始[13]。
- 1969年（昭和44年）12月26日：駅舎を橋上駅に改築。
- 1984年（昭和59年）2月1日：東室蘭操車場廃止。
- 1986年（昭和61年）11月1日：荷物の取扱廃止[2]。
- 1987年（昭和62年）4月1日：国鉄分割民営化により、北海道旅客鉄道（JR北海道）・日本貨物鉄道（JR貨物）が継承[2]。
- 1988年（昭和63年）4月1日：業務委託駅（受託者：JR貨物）から直営駅になる[3]。
- 1996年（平成8年）10月7日：JR貨物駅が東室蘭操車場跡に移転[14][15]、併せて着発線荷役方式使用開始[16]。
- 1999年（平成11年）12月8日：自動改札機設置[17]。
- 2007年（平成19年）4月3日：東室蘭自由通路（わたれーる）開通[18]。
- 2008年（平成20年）3月1日：バリアフリー化し、リニューアルオープン[19][20][21]。
- 2015年（平成27年）10月23日：指定席券売機導入。
- 2017年（平成29年）8月1日：「北海道四季彩館東室蘭店」リニューアルオープン（セブンイレブン北海道ST東室蘭店併設）[22]。
- 2018年（平成30年）3月17日：ツインクルプラザ東室蘭支店閉店[23]。

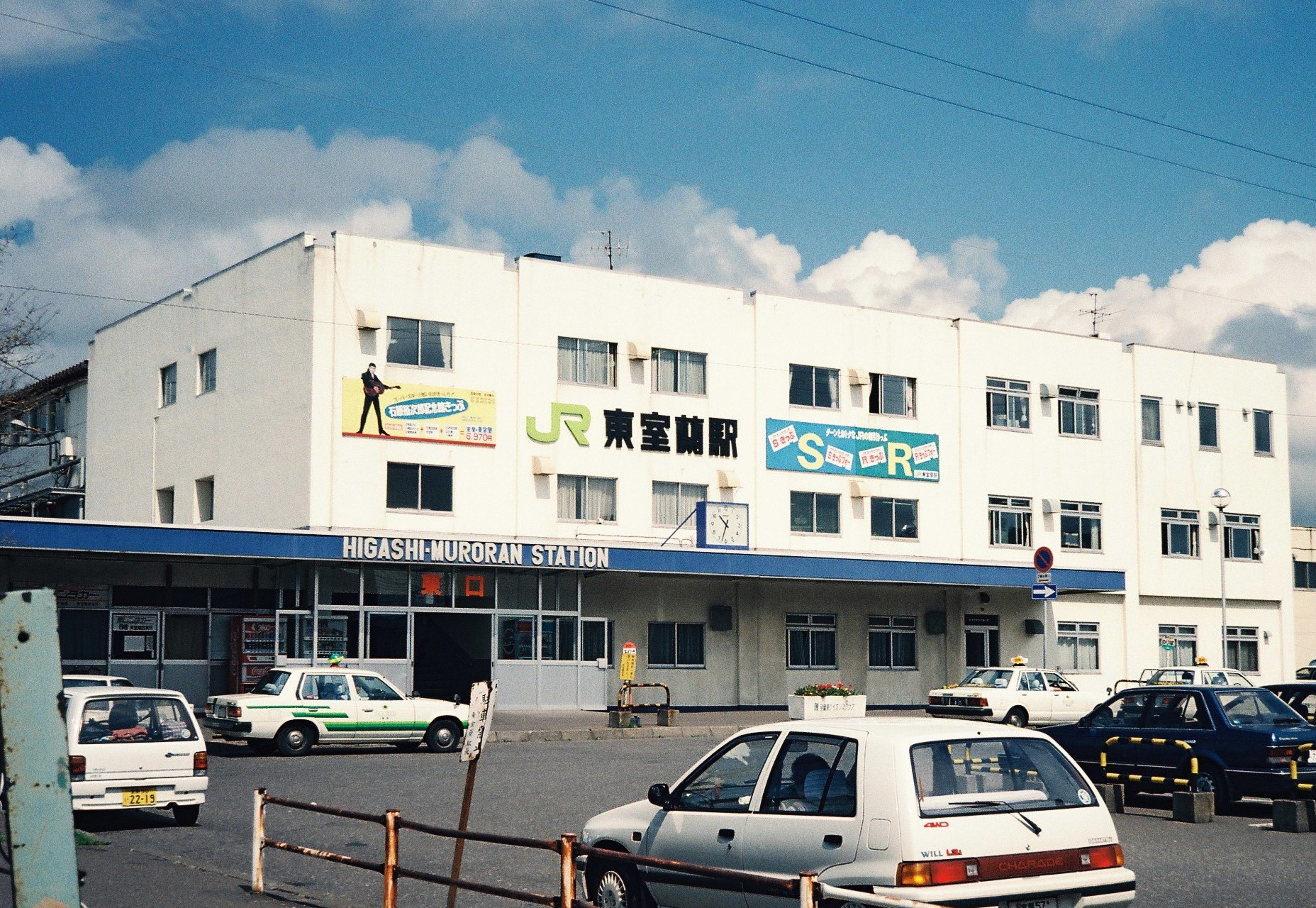
自由通路整備前の東口駅舎（1993年9月）
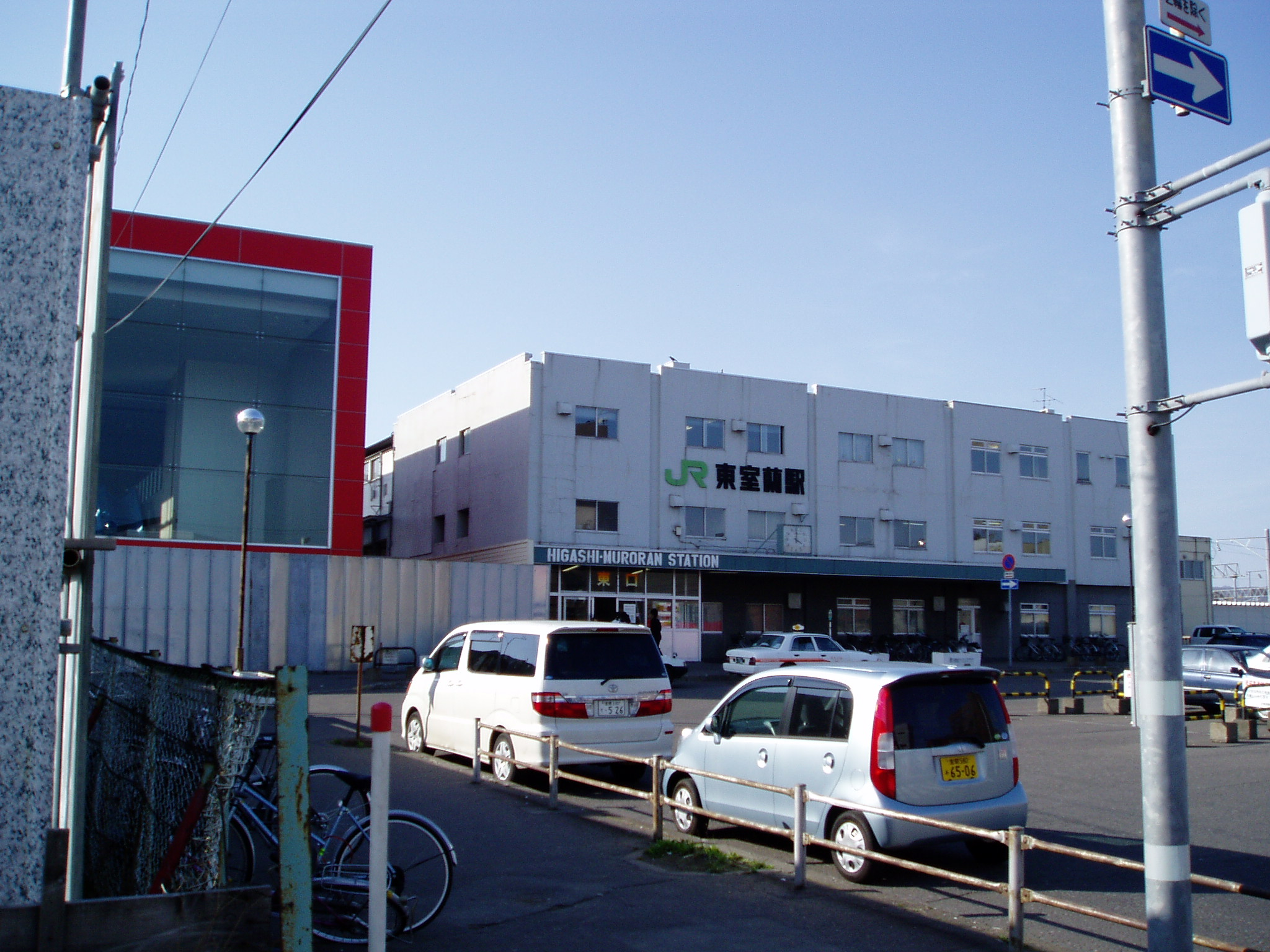
自由通路建設時の東口（2006年5月）
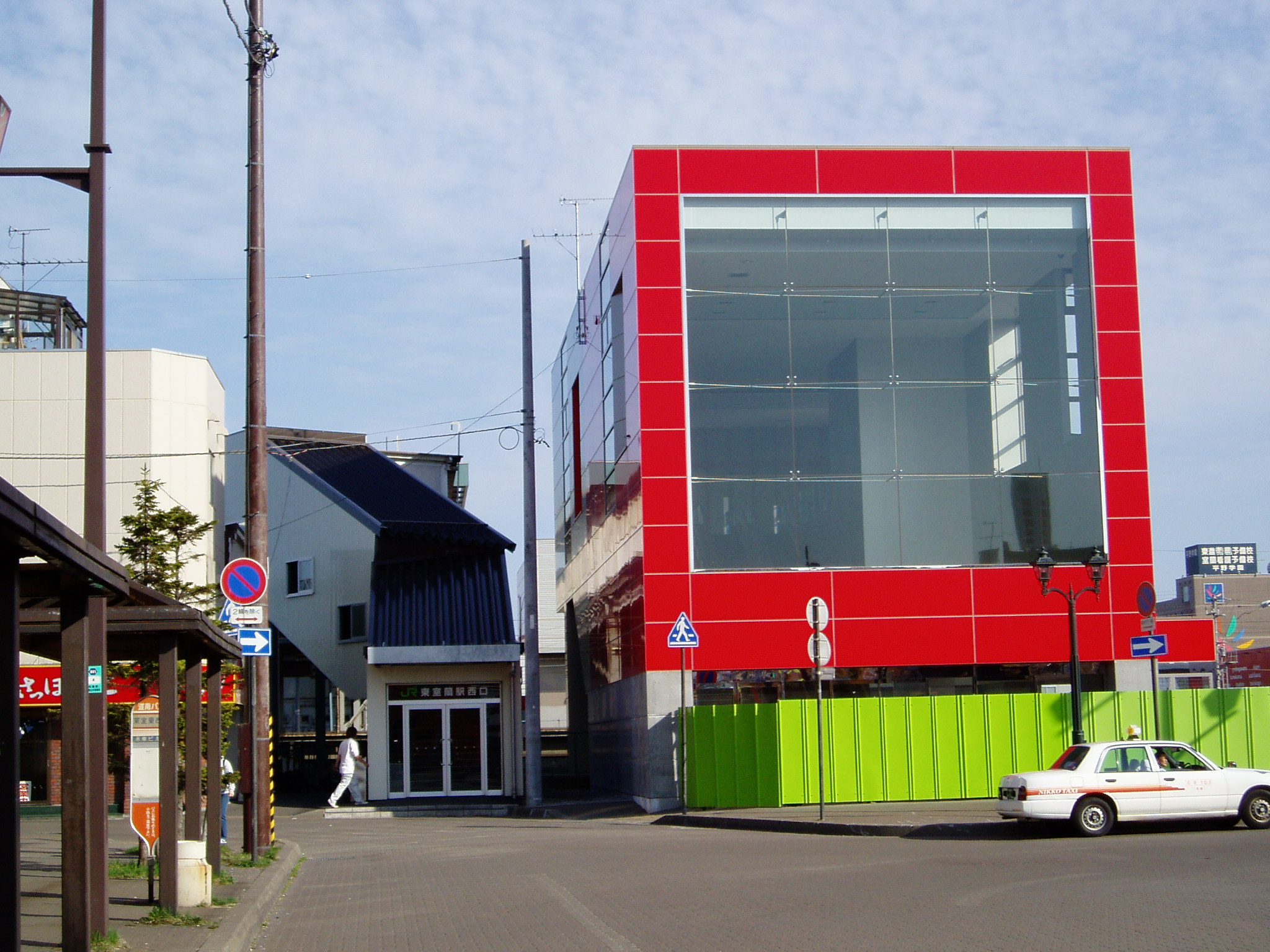
自由通路建設時の西口（2006年5月）

### 駅名の由来
当駅が初代の「室蘭駅」であったが、1897年（明治30年）に現在の室蘭駅までの延伸に伴い「輪西」に改称。1928年（昭和3年）に現在の「輪西駅」が新設されたことで「東輪西」に再度改称されたが、1931年（昭和6年）に現在の駅名に三度目の改称。室蘭市の東に位置することによる命名である。
改称の理由として、一説には「東輪西」の発音が「ひがしわにし（東は西）」と聞こえて紛らわしいためとも言われている。

## 駅構造
島式ホーム2面4線・下りのみの通過線を有する橋上駅。のりばは2番から5番まであり、東側から番号が振られている。1番線は欠番。2・3番線はホームが短く、主に東室蘭駅で折り返す・優等列車を待避する普通列車が使用し、特急「すずらん」は全てこのホームを使用する。4・5番線はホーム長が長く、主に特急列車が使用する。4番のりばに函館方面の列車が発着し、5番線に札幌方面の列車が発着する。ただし普通列車はこの限りではない。車両がホームから留置線に入る際には、引き上げ線でスイッチバックをする必要がある。
終日社員配置駅。みどりの窓口、自動券売機・指定席券売機・話せる券売機・自動改札機（Kitaca非対応）を設置している。改札口は東口・西口を結ぶ自由通路に面しており、改札横に待合室がある。また、駅舎には室蘭市役所蘭東支所（えきがるセンター）やジェイアール北海道レンタリース東室蘭営業所（駅レンタカー）を併設している。駅の東西を結ぶ自由通路は2007年（平成19年）に完成し、名称は公募によって「わたれーる」に決まった。エレベーター・エスカレーターを設置し、通路は幅員8 mとなったほか、休憩スペースを設置した。2008年（平成20年）には北洋銀行「駅ナカBANK」を設置した。

### のりば
| 番線 | 路線      | 方向 | 行先             |
| ---- | --------- | ---- | ---------------- |
| 2    | ■室蘭本線 | 上り | 室蘭方面         |
| 3    | ■室蘭本線 | 上り | 室蘭方面         |
| 3    | ■室蘭本線 | 下り | 苫小牧・札幌方面 |
| 4    | ■室蘭本線 | 上り | 長万部・函館方面 |
| 5    | ■室蘭本線 | 下り | 苫小牧・札幌方面 |

（出典：JR北海道:駅の情報検索）

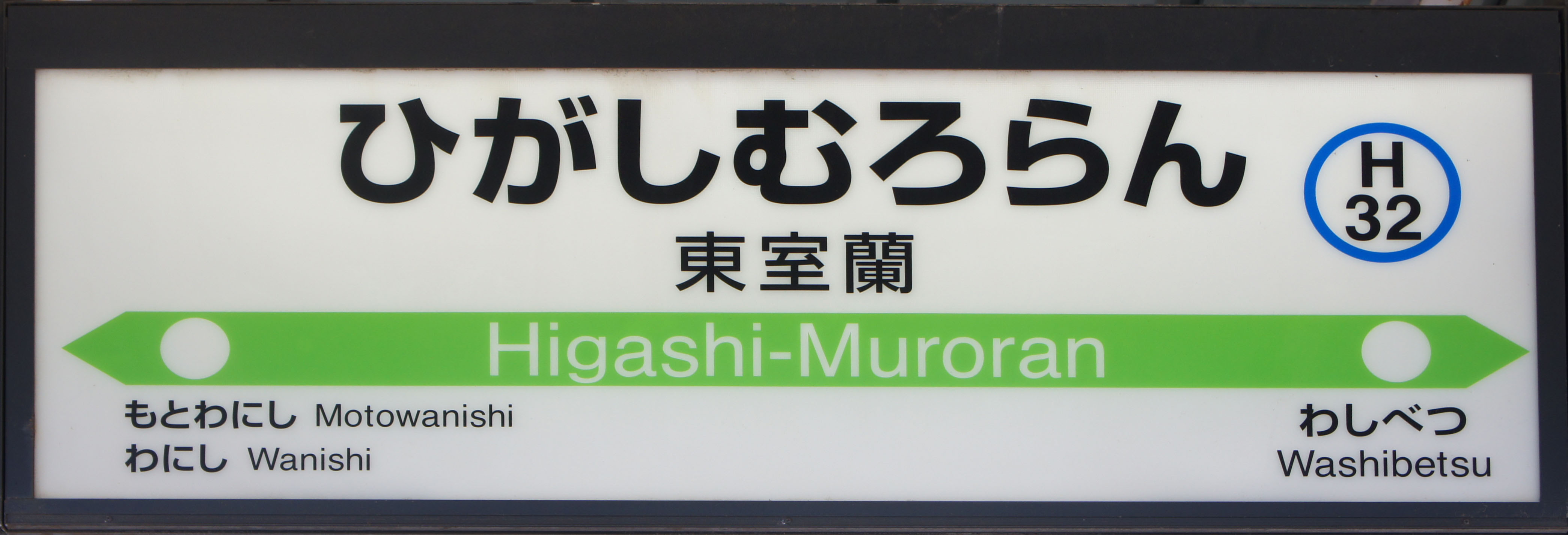
駅名標（2017年9月）
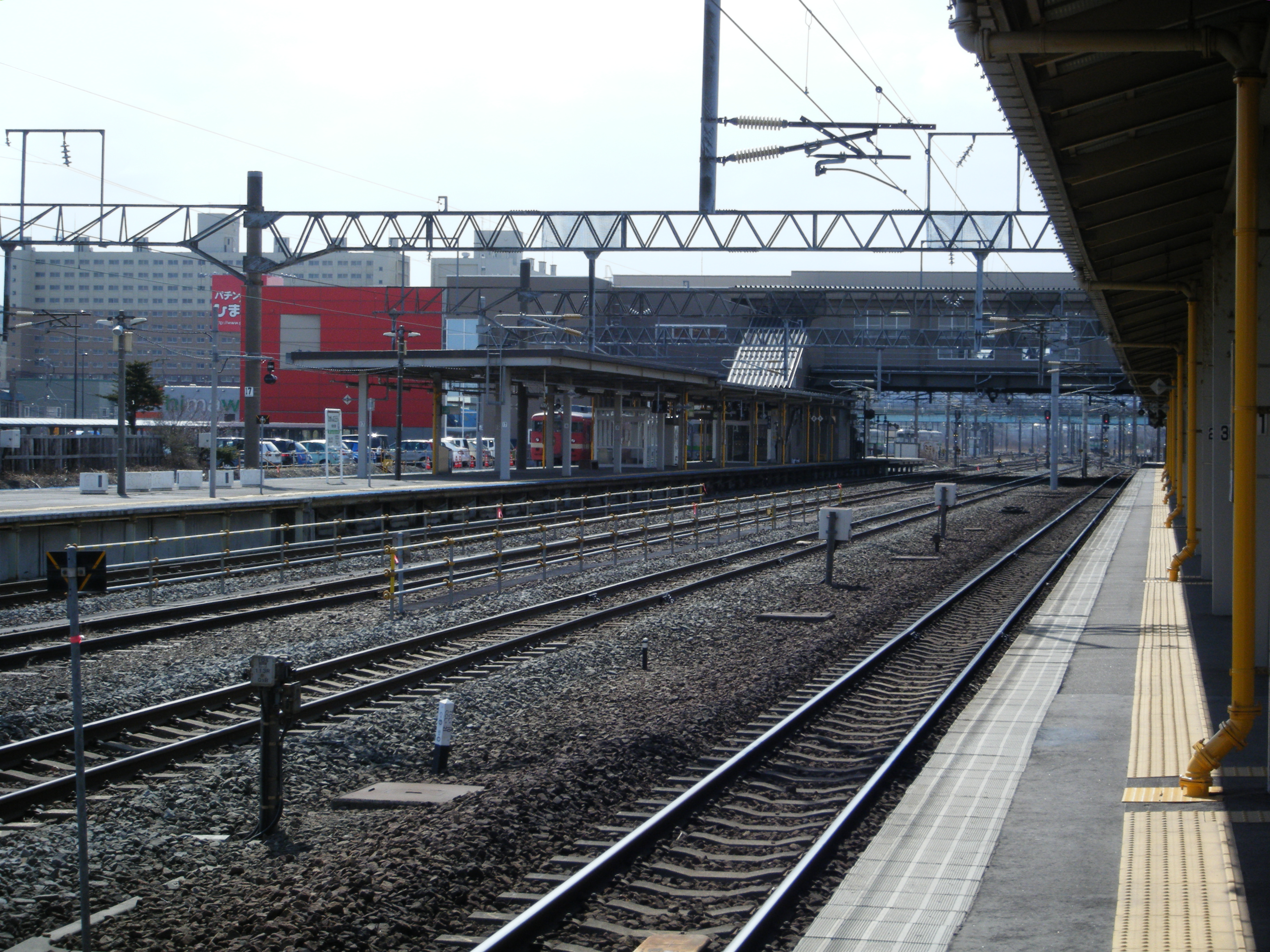
ホーム全体（2009年4月）
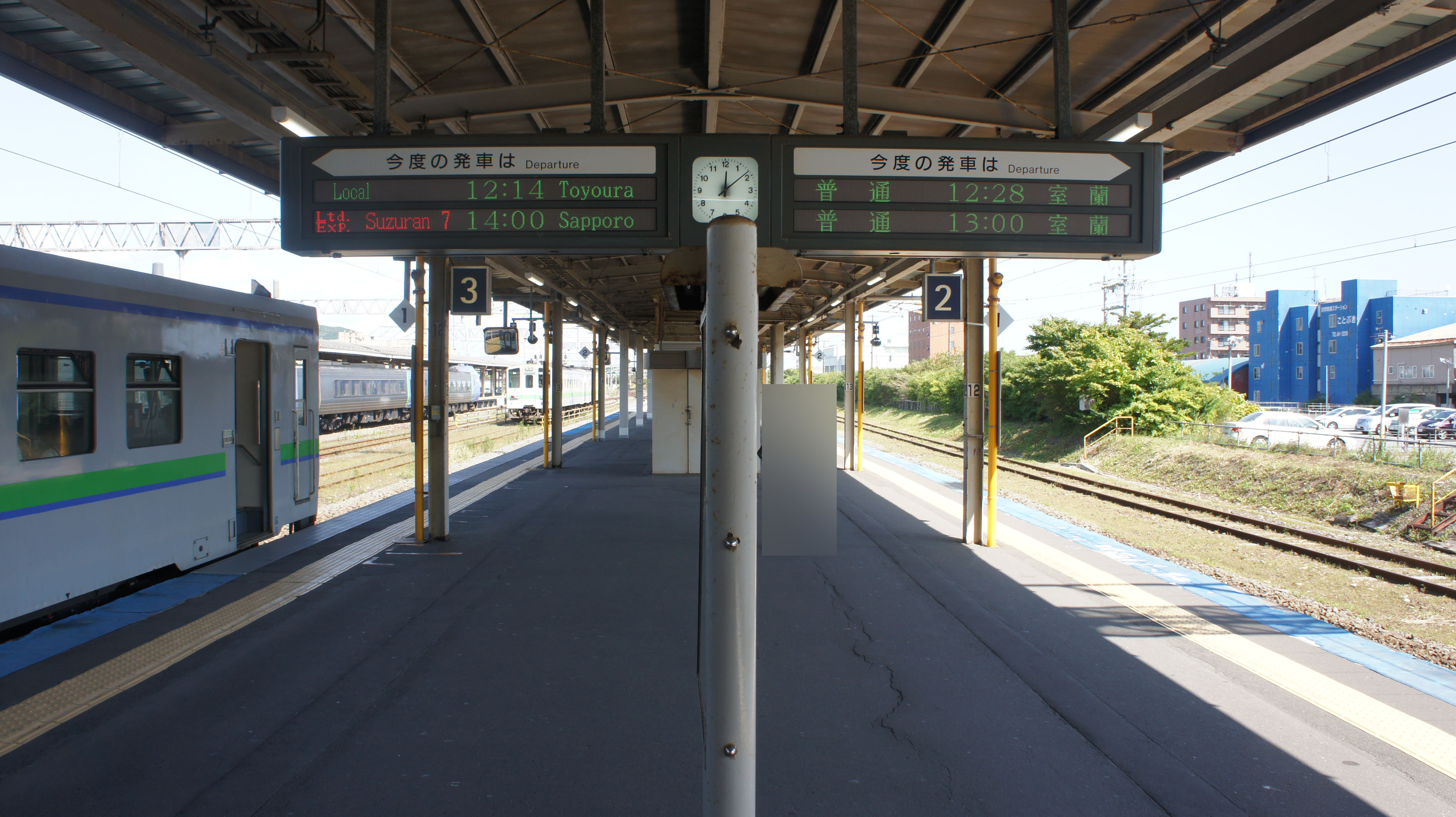
2・3番線ホーム（2017年9月）
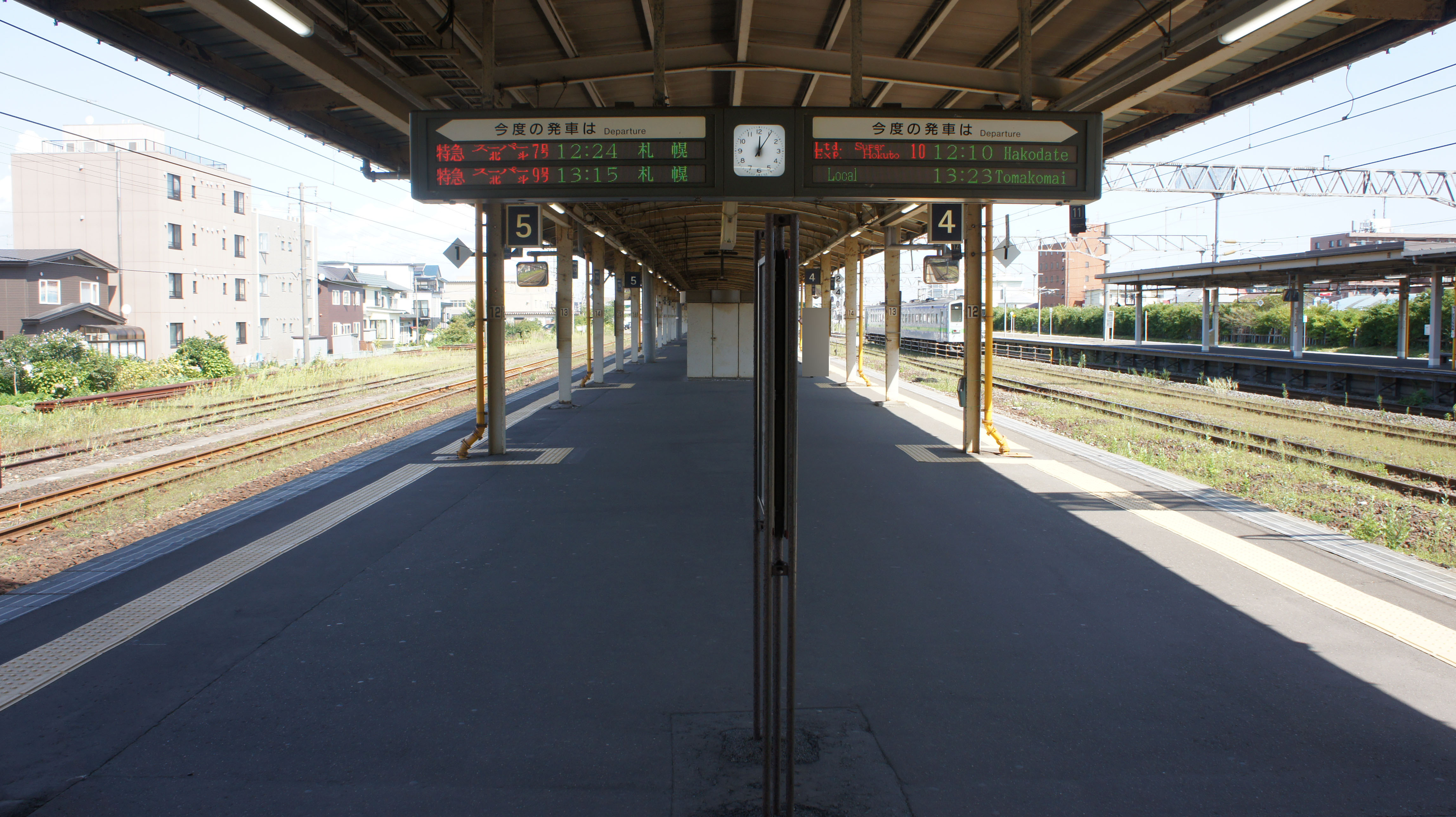
4・5番線ホーム（2017年9月）
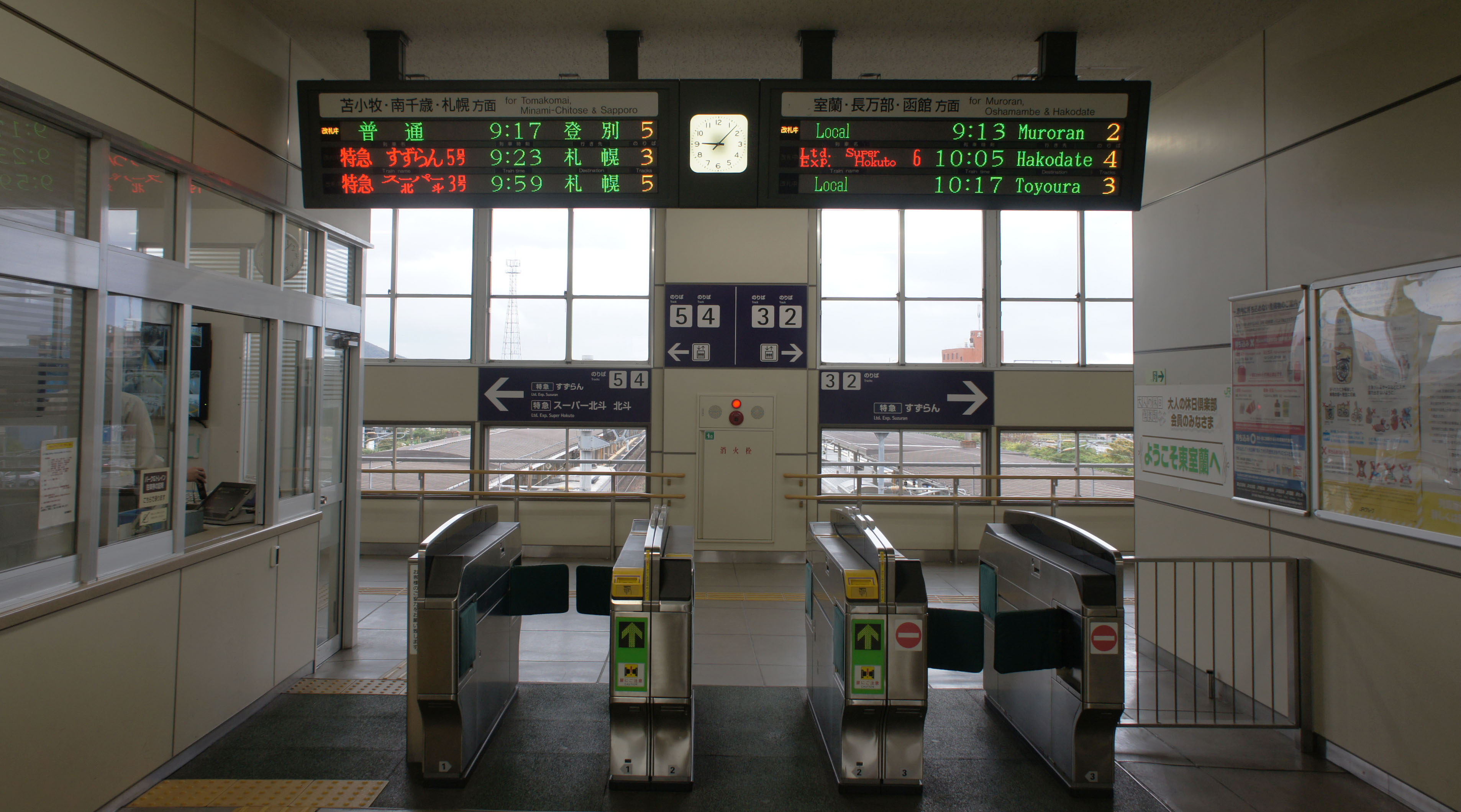
改札口（2018年10月）
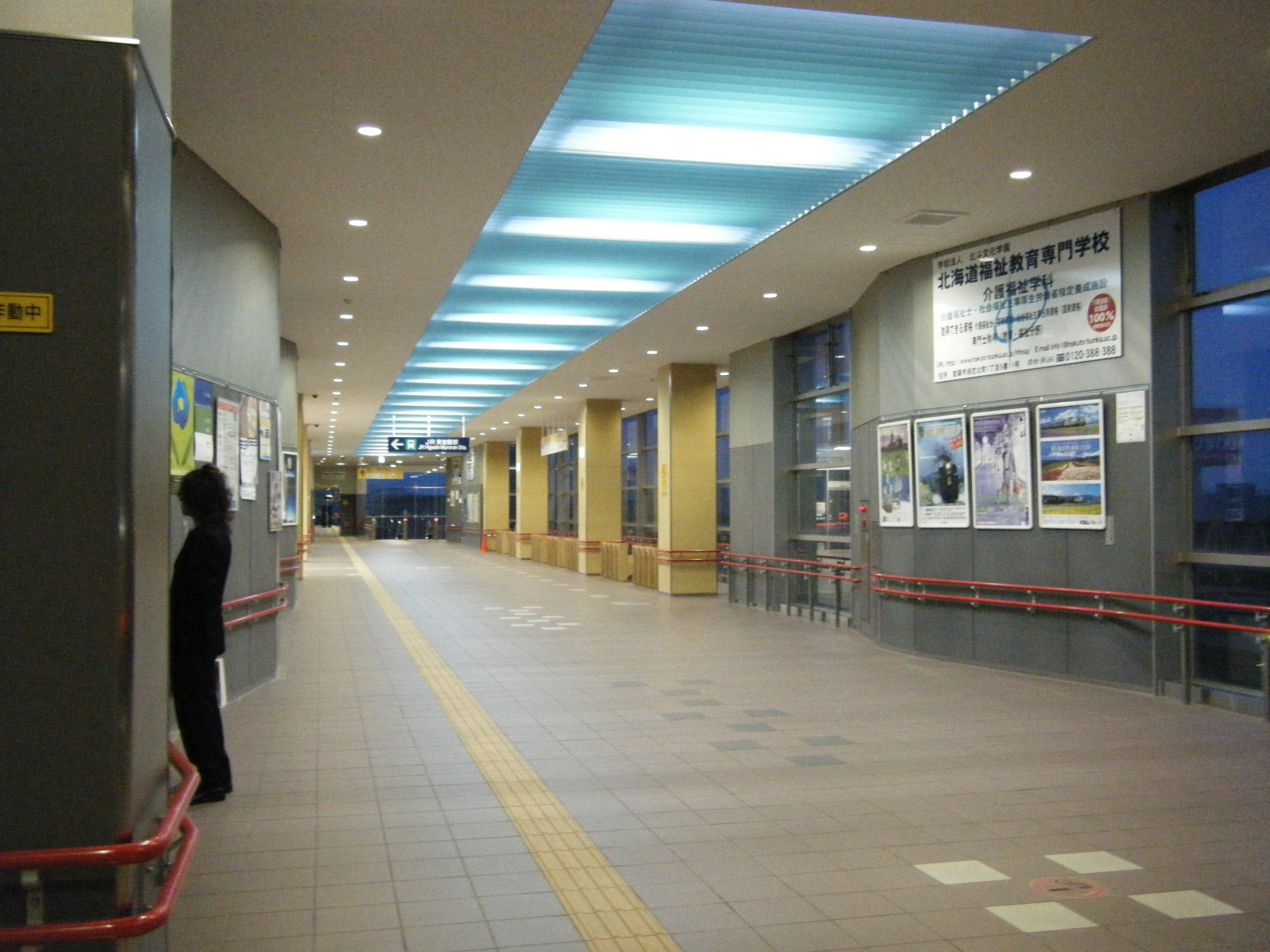
東室蘭駅自由通路（わたれーる）（2008年5月）
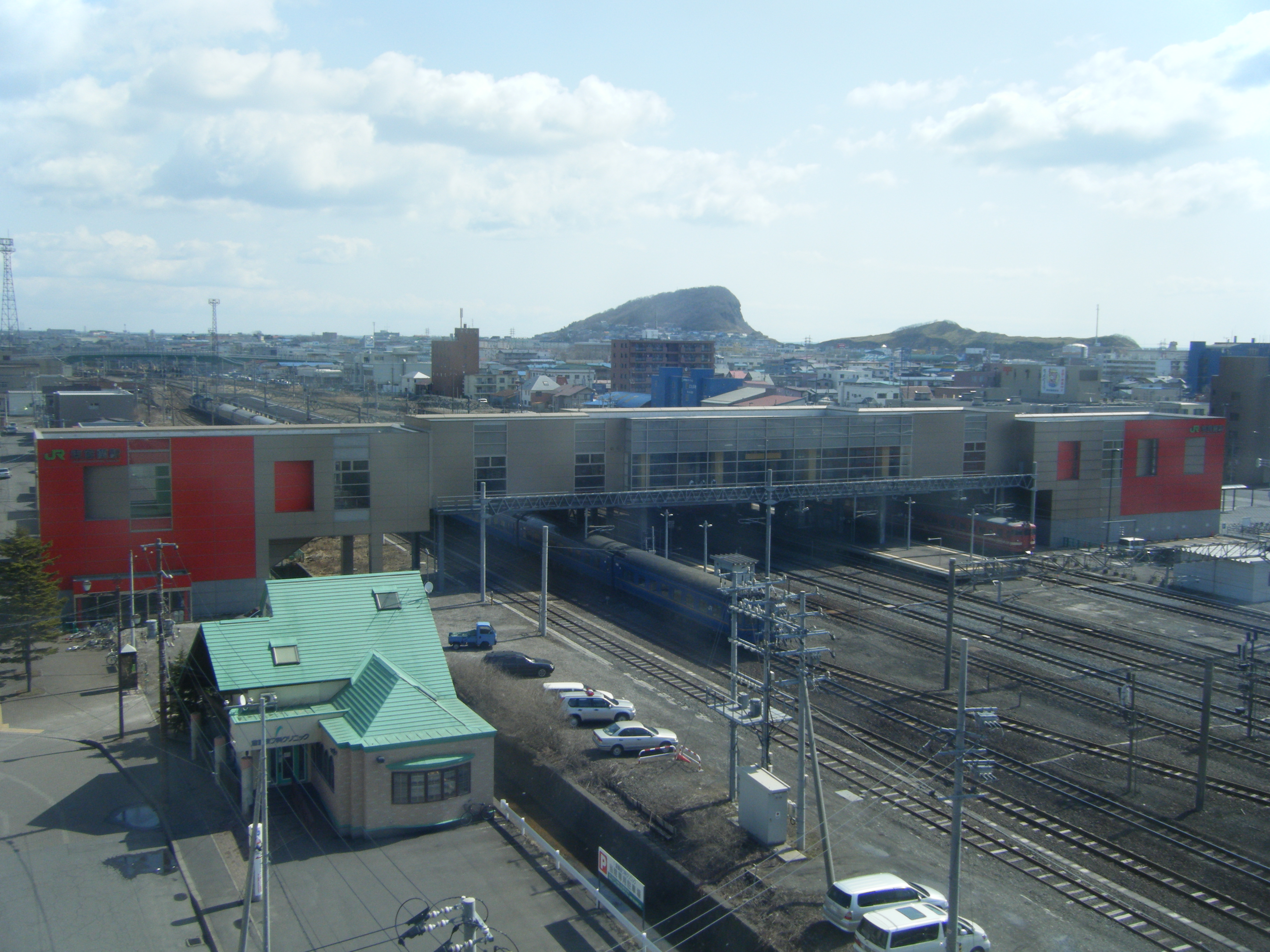
東室蘭駅自由通路（わたれーる）外観（2010年4月）

## 利用状況
「室蘭市統計書」によると、近年の年度別乗車人員の推移は以下のとおりである。
| 年度               | 乗車人員 （千人） | 乗車人員 （一日平均） | 出典   |
| ------------------ | ----------------- | --------------------- | ------ |
| 2011年（平成23年） | 775               | 2,117                 | [ 24 ] |
| 2012年（平成24年） | 767               | 2,101                 | [ 24 ] |
| 2013年（平成25年） | 716               | 1,962                 | [ 24 ] |
| 2014年（平成26年） | 654               | 1,792                 | [ 24 ] |
| 2015年（平成27年） | 668               | 1,825                 | [ 24 ] |
| 2016年（平成28年） | 702               | 1,923                 | [ 25 ] |
| 2017年（平成29年） | 708               | 1,940                 | [ 25 ] |
| 2018年（平成30年） | 708               | 1,940                 | [ 26 ] |
| 2019年（令和元年） | 669               | 1,833                 | [ 26 ] |

## 駅弁
2017年ごろまでは、主な駅弁として下記を販売していた。
- 母恋めし

## 駅周辺
西口側の中島町、東口側の東町とも室蘭市の商業集積地区であり、西口は北海道道1081号東室蘭停車場線（東通り）の起点になっている。
東口
- 東室蘭郵便局
- 池上学院高等学校室蘭キャンパス
- 伊達信用金庫 東町支店
- 室蘭市消防本部・消防署
- 室蘭市障害者福祉総合センター（ぴあ216）
- 室蘭プラザホテル
- 上田病院
- 大川原脳神経外科病院
- 北海道電力室蘭支店
- 室蘭信用金庫本部・東町支店
- イオン室蘭店
- 道南バス本社・東町ターミナル
- 北海道室蘭栄高等学校
- 日本政策金融公庫室蘭支店
- 弥生ショッピングセンター
- ディノス室蘭
- ディノスシネマズ室蘭
- 室蘭警察署
- イタンキ浜

西口
- ホテルルートイン東室蘭駅前
- ホテルルートインGrand室蘭
- 宮の森 楽々温泉
- 中島公園
  - 中島公園野球場
- ドーミーイン東室蘭
- ホテルニューバジェット室蘭
- アパホテル〈室蘭〉
- 室蘭市生涯学習センター「きらん」
- ホテルテトラ東室蘭（旧室蘭グリーンホテル跡）[29]
- 北洋銀行中島町支店
- 北海道銀行室蘭支店（東室蘭支店がブランチインブランチ）
- ヤマダデンキテックランド室蘭店
- MEGAドン・キホーテ室蘭中島店
- 中嶋神社
  - 蓬莱殿
- 北海道室蘭工業高等学校
- 製鉄記念室蘭病院
- MORUE中島

## バス路線
西口、東口双方にバス乗り場があり、道南バスの市内路線、郊外路線が発着する。運行拠点となっている東町ターミナルも東口から徒歩圏にある。

## 貨物駅

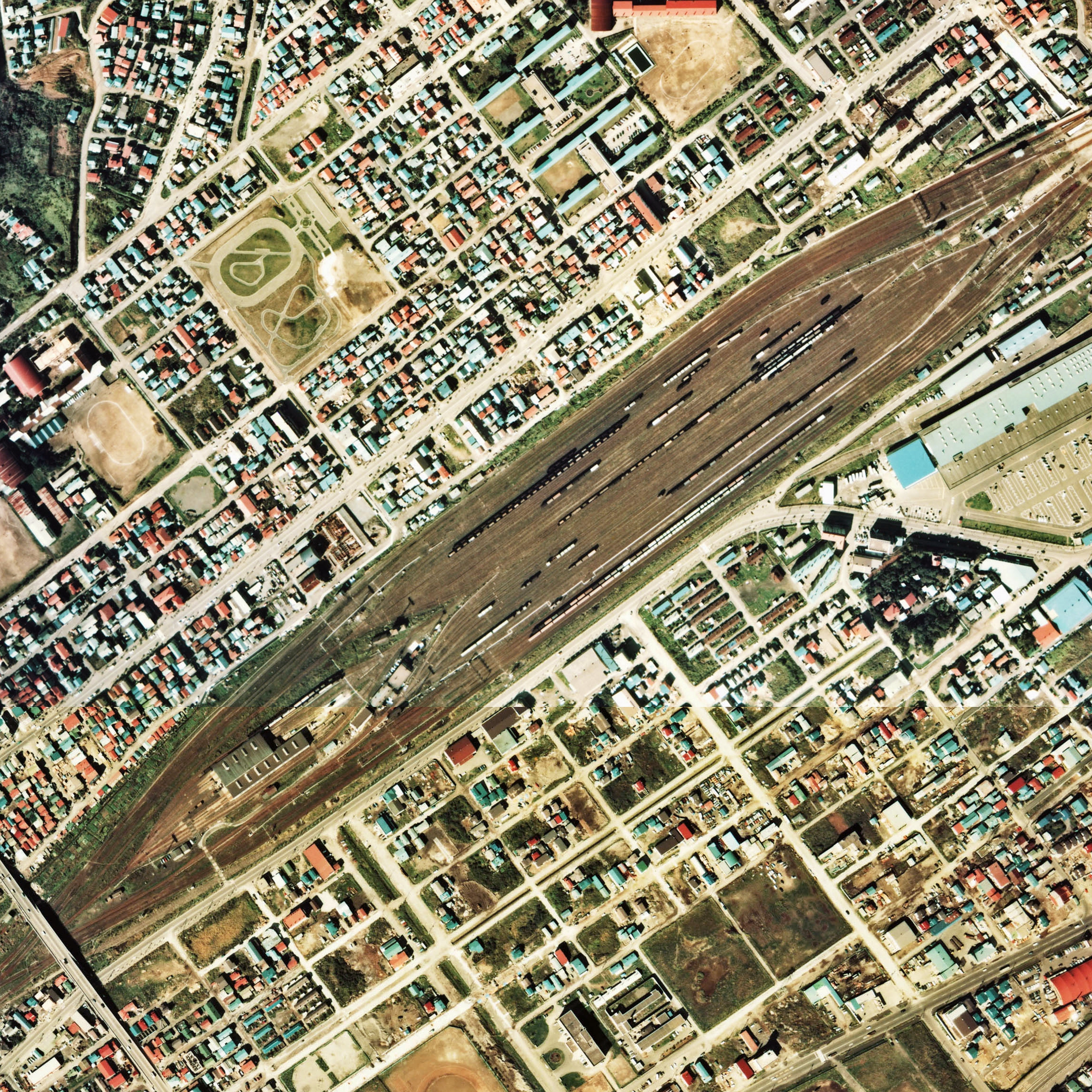
1976年の東室蘭操車場と周囲約1 km範囲。左下が東室蘭駅方面。右端の水色屋根の長い建家が室蘭中央卸売市場で、操車場との間に専用線が敷かれている。

日本貨物鉄道（JR貨物）東室蘭駅駅は、旅客駅の東側にある。通称は東室蘭操車場、東室蘭貨物駅など。1面2線のコンテナホーム（全長は約400 m）、着発線5本、仕分線数本を有する。コンテナホームの北側に接するコンテナ荷役線も着発線となっており、着発線荷役方式（E&S方式）を採用している。コンテナホームの南側に接する荷役線は側線である。また、輪西側には輪西車両所があり、東室蘭駅から線路が伸びている。構内の入換作業は、DE10形ディーゼル機関車が担当している。かつては旅客駅東口の南側に貨物設備を設置していたが、1996年（平成8年）10月に旧・東室蘭操車場跡地に移転し、着発線荷役方式を導入した。この際、ホーム面積が2倍になった。日本製鉄室蘭製鉄所への専用鉄道があり、鉄鋼製品などを輸送していた（現在は普通列車の引き上げ線として使用している）。また、日鉄セメントへも専用鉄道が伸びており、セメント発送を行っていた。その他、操車場から分岐し室蘭市中央卸売市場（現在の室蘭市公設地方卸売市場）へと続く室蘭市長が保有する専用線もあった。

### 取扱貨物
東室蘭駅はコンテナ貨物と臨時の車扱貨物の取扱駅である。コンテナ貨物はJR規格の12フィートコンテナのみを取り扱っている。取扱品は紙や砂糖、農産物が多い。産業廃棄物・特別管理産業廃棄物の取扱許可を得ており、それらが入ったコンテナの取り扱いが可能である。

### 貨物列車
高速貨物列車は上り列車（長万部方面）が1日12本停車し、うち当駅終着が2本ある。行先は隅田川駅・東京貨物ターミナル駅・名古屋貨物ターミナル駅・吹田貨物ターミナル駅・百済貨物ターミナル駅などがある。上り臨時列車や当駅始発の札幌貨物ターミナル駅行き下り列車も1日1本設定されている。専用貨物列車の発着駅となっているが現在は当駅で荷役作業を行う貨車はなく、輪西車両所で検査を受ける貨車を回送するために設定されている。

### 利用状況
「室蘭市統計書」によると、貨物輸送実績の推移は以下のとおりである。
| 年度               | 年間貨物トン数 | 年間貨物トン数 |        |
| 年度               | 発送           | 到着           | 出典   |
| ------------------ | -------------- | -------------- | ------ |
| 2011年（平成23年） | 99,261         | 46,163         | [ 24 ] |
| 2012年（平成24年） | 104,341        | 50,681         | [ 24 ] |
| 2013年（平成25年） | 101,235        | 57,040         | [ 24 ] |
| 2014年（平成26年） | 98,670         | 60,845         | [ 24 ] |
| 2015年（平成27年） | 94,815         | 65,840         | [ 24 ] |
| 2016年（平成28年） | 91,921         | 48,007         | [ 25 ] |
| 2017年（平成29年） | 87,865         | 47,655         | [ 25 ] |
| 2018年（平成30年） | 89,316         | 50,410         | [ 26 ] |
| 2019年（令和元年） | 87,055         | 48,727         | [ 26 ] |

## 隣の駅
北海道旅客鉄道（JR北海道）

■室蘭本線（本線）
本輪西駅 (H33) - 東室蘭駅 (H32) - （貨）東室蘭駅 - 鷲別駅 (H31)
■室蘭本線（支線）
輪西駅 (M33) - 東室蘭駅 (H32)